# 五一农村居民点 (埃尔季利区)
五一农村居民点（俄语：Первомайское сельское поселение）是俄罗斯联邦沃罗涅日州埃尔季利区所属的一个农村居民点。其下辖有8个居民点，行政中心为五一镇。据2016年统计，该农村居民点的人口为1568人。